# Puder i pył
Puder i pył – powieść Zbigniewa Białasa, wydana w 2013 roku nakładem warszawskiego Wydawnictwa MG. Drugi tom kronik sosnowieckich, bezpośrednia kontynuacja Korzeńca.

## Bohaterowie, czas i miejsce akcji
Ważniejsze postaci występujące w powieści:
- Walerian Monsiorski – redaktor naczelny „Iskry”
- Jadwiga Korzeniec – wdowa, autorka sentymentalnych powieści w odcinkach pisanych pod pseudonimem do miejscowej gazety
- Antonina Zimorodzic - matka Jadwigi Korzeniec
- Pola Negri – aktorka
- Eugeniusz hr. Dąmbski – komendant straży granicznej
- Heinrich Dietel (młodszy) – niemiecki fabrykant, właściciel przędzalni czesankowej
- Emma (hist. Niukanen - ale autor nie wymienia nazwiska) – fińska bona zatrudniona przez Dietlów
- Heinz Dietel i Inge Dietel – podopieczni Emmy
- Doktor Mojkowski - lekarz
- Winicjusz Krzyk, Tadeusz Meyerhold, Izaak Lisze – artyści.
- Panna Izabela (autor nie wymienia nazwiska) – nauczycielka, sufrażystka, esperantystka
- Eustachy Goździk – zarządca rzeźni miejskiej
- mieszkańcy Sosnowca i okolic

Czas akcji: 11 listopada 1918 – 7 listopada 1919.
Miejsce akcji: Sosnowiec, Warszawa, Havelberg, sanatorium w Karkonoszach, Piotrogród.

## Odbiór
Spotkania z autorem, podczas których aktorzy Teatru Zagłębia czytali fragmenty powieści jeszcze przed premierą gromadziły tłumy zainteresowanych.
We wrześniu 2013 TVP Katowice wybrała Puder i pył na finał akcji „Śląskie czyta” i „Zaczytane Katowice”, w ramach obchodów 148-lecia Katowic. Fragmenty utworu czytali: Zbigniew Zamachowski, Piotr Uszok, Ewa Kuklińska, Henryk Talar, Mirosław Neinert i Aneta Chwalba.
W dniach 4 – 15 listopada 2013 dziesięć fragmentów powieści emitował Program 2 Polskiego Radia w cyklu „To się czyta” w interpretacji Grzegorza Damięckiego.
5 listopada 2013 Program 2 Polskiego Radia wyemitował godzinny wywiad z autorem. Wywiady po opublikowaniu powieści ukazały się także w "Dzienniku Zachodnim", "Ultramarynie", magazynie "MONDAINE", trzykrotnie w TVP Katowice, w Radio Katowice i Radio Łódź.
Teatr Śląski od października 2013 zaczął organizować cykl debat: "Puder i pył" w nawiązaniu do tytułu powieści.